# (5602) 1991 VM1
(5602) 1991 VM1 (1991 VM1, 1975 TN6, 1981 RC6, 1981 SS2) — астероїд головного поясу, відкритий 4 листопада 1991 року.
Тіссеранів параметр щодо Юпітера — 3,687.